# 꽝 스킬 《나무 열매 마스터》 ~스킬의 열매(먹으면 죽음)를 무한히 먹을 수 있게 된 건에 대하여~
꽝 스킬 《나무 열매 마스터》 ~스킬의 열매(먹으면 죽음)를 무한히 먹을 수 있게 된 건에 대하여~(일본어: 外れスキル《木の実マスター》　〜スキルの実(食べたら死ぬ)を無限に食べられるようになった件について〜, Bogus Skill "Fruitmaster")는 하뉴(Hanyuu)가 집필한 일본의 웹소설 시리즈이다. 2020년 5월부터 사용자 제작 소설 출판 사이트 소설가가 되자(Shōsetsuka ni Narō)에서 온라인 연재를 시작했다. 에어 마츠코토(Air Matsukoto)의 예술로 각색된 만화는 2021년 7월부터 고단샤의 니코니코 동화 기반 수이요비노시리우스 만화 서비스를 통해 온라인으로 연재되었으며 6권의 단행본으로 수집되었다. 이세카와 야스타카의 일러스트가 포함된 라이트 노벨 버전은 2022년 5월 코단샤의 코단샤 라노베 북스 출판사로 출판되기 시작했다. 아사히 프로덕션이 제작한 애니메이션 TV 시리즈 각색판은 2025년 1월 첫 방송된다.

## 성우
- 나가쓰카 다쿠마
- Lynn (성우)
- 미카와 하루나
- 타메가이 하나
- 세키네 아키라
- 오하라 사야카
- 카쿠마 아이
- 호키 가쓰히사
- 코야스 타케히토